# きゃさりん
きゃさりん（きゃさりん、Katherine、1998年11月27日-）は、日本の子役、声優。ブルースカイ・プロモーション所属。

## 人物
アニマックスによる第2回アニソングランプリ（12歳以下）東京大会にて優勝を果たした。

## 出演作品

### テレビ番組
- Cat Chat (BS-TBS)

### テレビアニメ
- 毎日かあさん (2009-2012年、かんなちゃん役 (2代目。2010年、松元環季より後任)

### 吹き替え
- トイ・ストーリー3 (2010年、モリー役)
- リアル・スティール